# Zamladinec
Zamladinec falu Horvátországban Kapronca-Kőrös megyében. Közigazgatásilag  Sveti Petar Orehovechez tartozik.

## Fekvése
Kőröstől 9 km-re északnyugatra, községközpontjától 3 km-re keletre fekszik.

## Története
A falunak 1857-ben 104,  1910-ben 134 lakosa volt. Trianonig Belovár-Kőrös vármegye Körösi járásához tartozott. 2001-ben 121 lakosa volt.